# Aufbau Haus

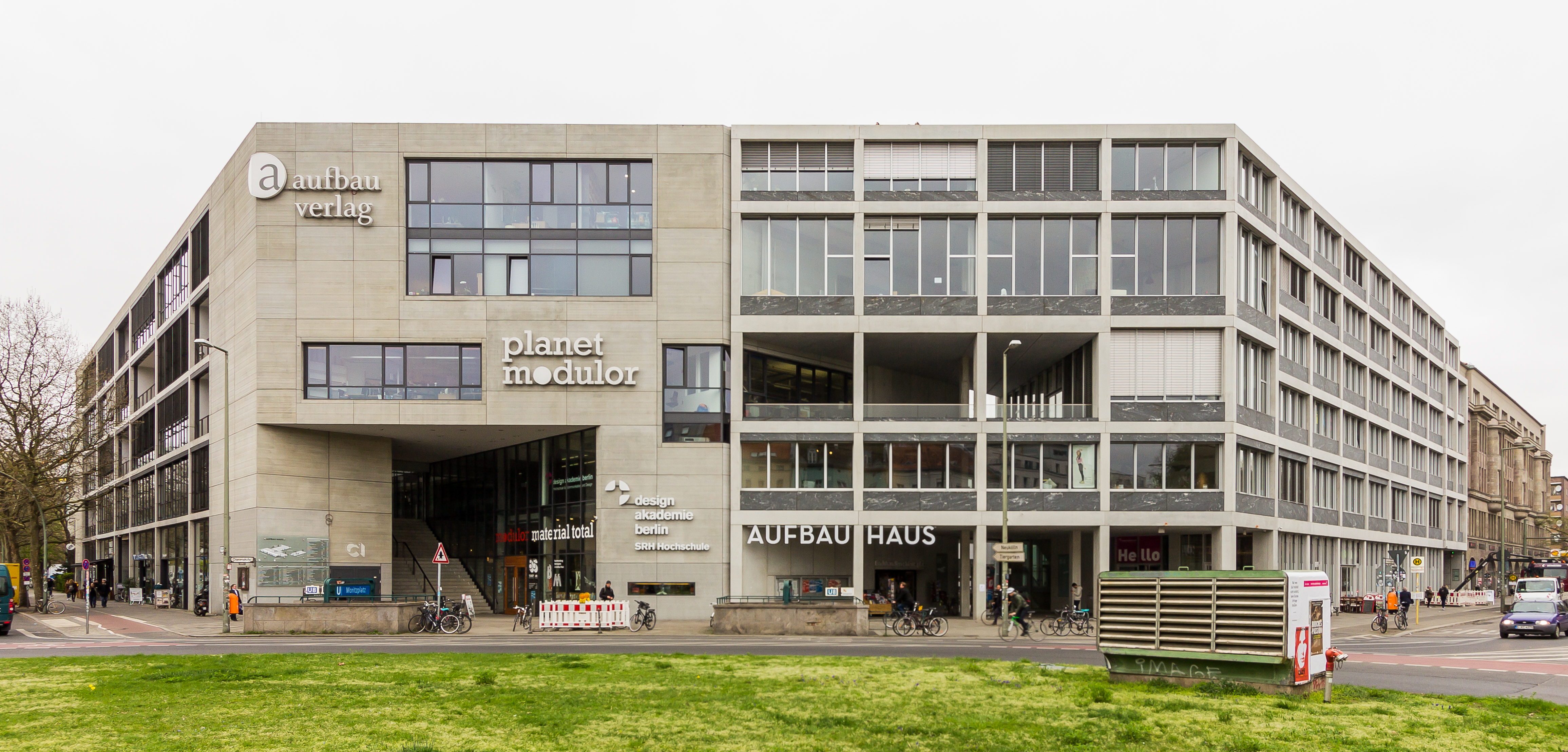
Das Aufbau Haus nach Fertigstellung des 1. und 2. Bauabschnittes (2017)

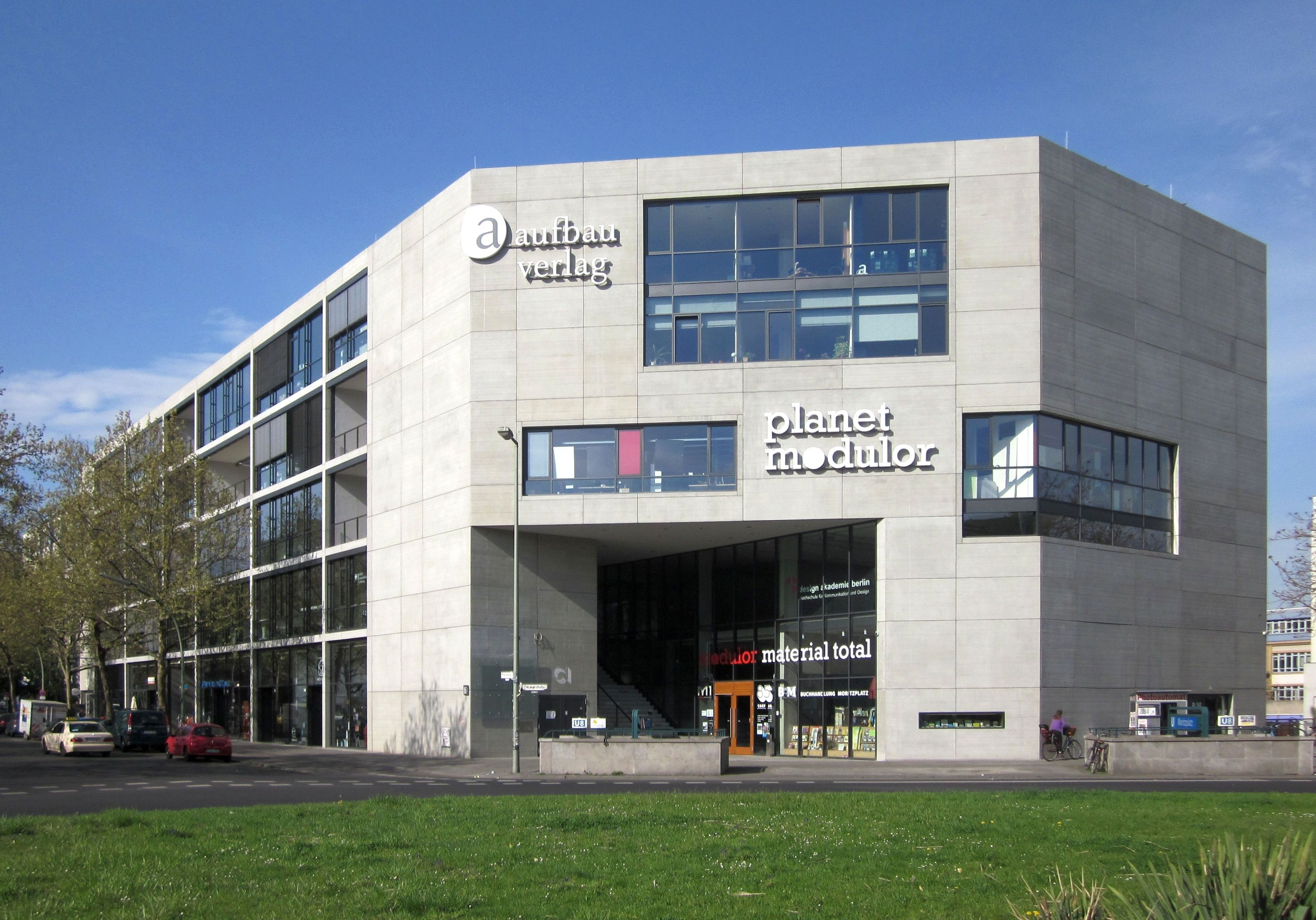
Das Aufbau Haus im ersten Bauabschnitt (2012)

Das Aufbau Haus ist ein mehrgeschossiges Geschäftshaus mit zwei Gebäudeflügeln am Moritzplatz im Berliner Ortsteil Kreuzberg. Das Gebäude verbindet Kulturbetriebe mit Betrieben des kreativen Milieus und bezeichnet sich daher selbst als „Kreativkaufhaus“. In dem ehemaligen Fabrikgebäude sind unter anderem die Aufbau Verlagsgruppe, die dem Haus seinen Namen gegeben hat, sowie die design akademie berlin und Modulor Material Total beheimatet.

## Lage
Das Aufbau Haus befindet sich an der südwestlichen Seite des Moritzplatzes zwischen den Einmündungen von Oranienstraße und Prinzenstraße. Das Gebäude steht direkt am U-Bahnhof Moritzplatz und gegenüber den Prinzessinnengärten.

## Geschichte

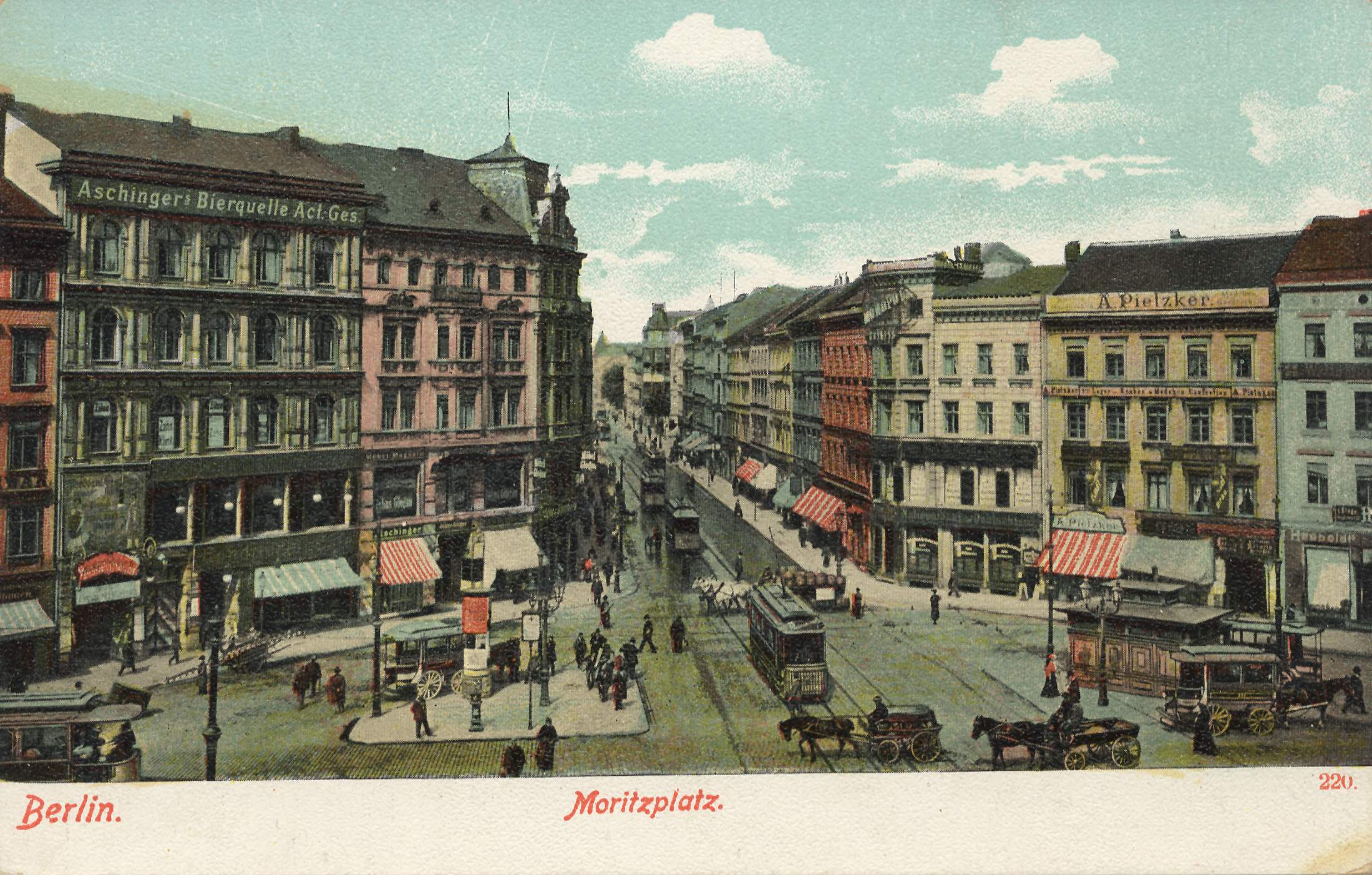
Moritzplatz mit Bierquelle Aschinger AG

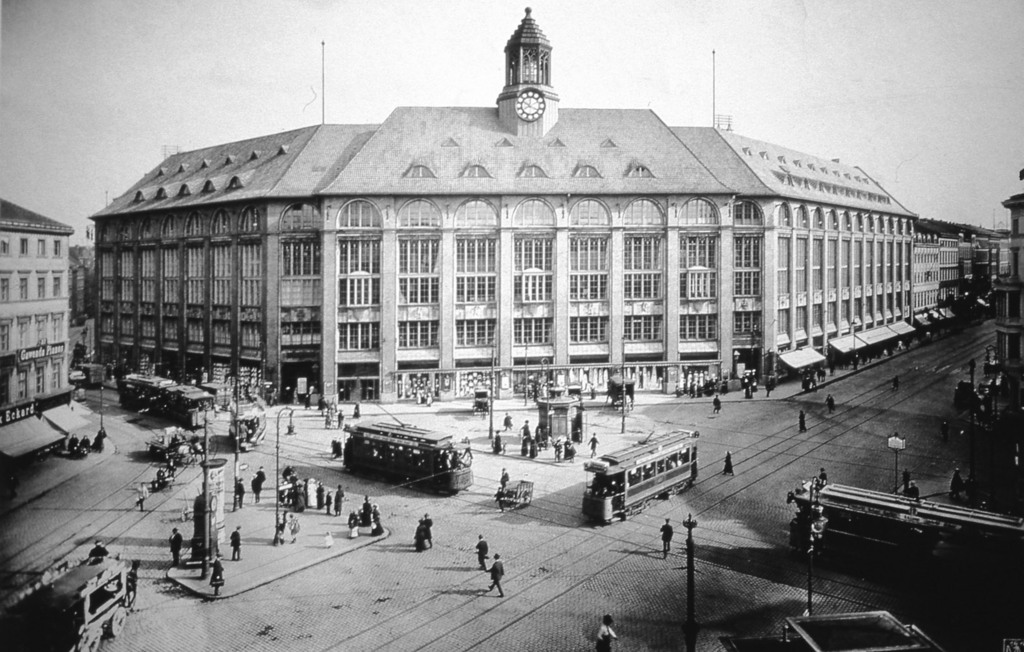
Warenhaus von Wertheim im Jahre 1914

Der Moritzplatz wurde zu Beginn des 20. Jahrhunderts zur Verkörperung der Urbanität erschaffen. Das große Warenhaus Wertheim hatte hier seinen Stammsitz. Auf der südöstlichen Seite des Platzes, wo die Prinzessinnengärten angesiedelt sind, beherrschte das Kaufhaus, das der Architekt Eugen Schmohl entwarf und 1913 fertigstellte, mit 27 breiten Fensterachsen den Platz. Auf der gegenüberliegenden Straßenseite – dort, wo nunmehr das Aufbau Haus steht – hatte sich eine der größten Gast- und Vergnügungsstätten niedergelassen: Die Bierquelle Aschinger AG mit Konzerthalle und angrenzendem Theater.
Bei den am 3. Februar 1945 von der 1st und 3rd Air Division der United States Army Air Forces geflogenen Angriffen auf den Berliner Stadtkern wurde auch der Moritzplatz getroffen. Während die östlich des Platzes gelegenen Altbauten weitgehend unversehrt blieben, sind die übrigen Gebäude am Platz zerstört und in den 1960er und 1970er Jahren durch Neubauten ersetzt worden. In den 1970er Jahren wurden alle noch verbliebenen Altbauten abgerissen und übrig blieben viele Brachflächen. Drei Seiten des Platzes warten auf eine baulich adäquate neue Raumfassung (Stand Ende 2014).
Der Moritzplatz ist aus städteplanerischer Sicht Teil eines Mischgebiets mit einem hohen Anteil an Gewerbe. Die Straßenfluchtlinien und die drei Platzanlagen Moritzplatz, Oranienplatz und Heinrichplatz wurden bereits im ersten Bebauungsplan von 1843 in Einzelheiten festgelegt. Weil in den 1960er Jahren der Flächennutzungsplan nach dem Leitbild der autogerechten Stadt galt, plante die Stadtverwaltung die Autobahntangente der A 106 südlich der Oranienstraße. Diese Planung verhinderte über Jahrzehnte die Sanierung der übrig gebliebenen Altbausubstanz und der Brachflächen. Erst mit der Internationalen Bauausstellung 1987 wurden diese Pläne revidiert.

## Architektur
Das Aufbau Haus ist in seinem ersten Bauabschnitt ein Um- und erweiternder Neubau auf einem Grundstück der ehemaligen Klavierfabrik Bechstein. Das vierstöckige Bestandsgebäude wurde um einen vorgesetzten fünfgeschossigen Baukörper mit Kopfbau erweitert, der mit 22 m Höhe die ehemalige Traufhöhe wieder aufnimmt. Das ehemalige Fabrikgebäude wurde dabei energetisch saniert, um den gesetzlichen Anforderungen des 21. Jahrhunderts zu entsprechen. In den vorhandenen großflächigen Räumen sind Verkaufs- und Büroflächen im bestehenden hinteren Gebäudeteil und kleinteiligere Gewerbeeinheiten und Kreativateliers im vorderen Teil des Gebäudes entstanden.
Der erste Bauabschnitt wurde im Sommer 2011 fertiggestellt und umfasst 17.500 Quadratmeter Laden- und Büroflächen.
Mit dem zweiten Bauabschnitt des Aufbau Hauses schließt sich die Lücke am Übergang des Moritzplatzes zur Oranienstraße. Ein in der Fassade ablesbares Betonraster und großformatige Fensteröffnungen mit vorgefertigten Brüstungselementen auf der Straßenseite prägen diesen Neubau. Die Hofseite des Hauses ist durch Loggien und eine Fassadenbegrünung deutlich offener gestaltet. Das als leichte Holzkonstruktion aufgesetzte Dachgeschoss, genannt „Atelier“, wird für Events vermietet.
2013/2014 wurde das Aufbau Haus als ausgezeichneter Ort vom Land der Ideen prämiert und 2015 von 99designs zum kreativsten Hotspot der Stadt gewählt.
Der zweite Bauabschnitt wurde im April 2015 fertiggestellt und umfasst 5.000 Quadratmeter Laden- und Büroflächen.

## Konzept und Nutzung
Das Aufbau Haus wurde als Zentrum für Kreative geschaffen, in dem professionelle Künstler aller Genres eine interdisziplinäre Zusammenarbeit verwirklichen können. Das Gesamtkonzept wird ergänzt um soziale Einrichtungen wie die Kindertagesstätte Wildfang und Kulturbetriebe wie das TAK – Theater im Aufbau Haus.
Die Aufbau Verlagsgruppe und der Ueberreuter Verlag nutzen die oberen Etagen des ersten Bauabschnitts in der Prinzenstraße 85. Modulor mit Planet Modulor als Verbund von kleinen und mittleren Unternehmen aus Handel, Handwerk, Design, Kunst und Kultur nutzt auf 10.000 m² die drei unteren Geschosse. Im Erdgeschoss finden sich unter anderem die Buchhandlung Moritzplatz und gastronomische Angebote: das Café Rock-Paper-Scissors im Eingangsbereich und das Restaurant Parker Bowles an der Prinzenstraße. Im Dezember 2019 ist auch der Ch. Links Verlag im Aufbau Haus eingezogen.
Der Verein Theater Aufbau Kreuzberg e.V. setzt besondere Schwerpunkte bei Minderheitenkulturen und in der Jugendarbeit. Unter Leitung einer Theaterpädagogin erarbeitet der Verein Eigenproduktionen und regelmäßig findet ein Theater- und Kulturaustausch mit der arabischen Welt, insbesondere mit dem Irak, statt.
Im zweiten Bauabschnitt – Prinzenstraße 84 – hat die design akademie berlin auf zwei Etagen ihre Berliner Standorte vereinigt. Sieben Selbstorganisationen der Sinti und Roma setzen neue kulturelle Akzente und vertreten die Interessen dieser Minderheit. Neben anderen hat das Dokumentations- und Kulturzentrum Deutscher Sinti und Roma hier seine Berliner Repräsentanz und bietet regelmäßig Ausstellungen und Veranstaltungen zum Thema Antiziganismus an.